# Tour d'Algérie 1952
Le Tour d'Algérie 1952 s'est déroulé du 5 mars au 15 mars, sur un parcours de 2 194 kilomètres d'Alger à Alger. La course est remportée par le coureur français Vincent Vitetta.

## Parcours
La course se dispute sur un circuit découpé en cinq étapes allant d'Alger vers Médéa pour une distance totale de  kilomètres. Le peloton passe par Médéa, Orléansville, Oran, Oujda, Sidi Bel Abbès, Mostaganem, Ténès, Alger, Tizi Ouzou et enfin Bougie jusqu'à l'arrivée à Alger.
| Étape     | Date    | Villes étapes               |  | Distance (km) | Vainqueur d’étape | Leader du classement général |
| --------- | ------- | --------------------------- |  | ------------- | ----------------- | ---------------------------- |
| 1re étape | 5 mars  | Alger - Médéa               |  | 150           | Marcel Zelasco    | Marcel Zelasco               |
| 2e étape  | 6 mars  | Médéa - Orléansville        |  | 193           | Emile Baffert     | André Darrigade              |
| 3e étape  | 7 mars  | Orléansville - Oran         |  | 227           | Alain Moineau     | Alain Moineau                |
| 4e étape  | 8 mars  | Oran - Oujda                |  | 233           | Germain Derycke   | Alain Moineau                |
| 5e étape  | 9 mars  | Oujda - Sidi Bel Abbès      |  | 168           | Jean Guéguen      | Vincent Vitetta              |
| 6e étape  | 10 mars | Sidi Bel Abbès - Mostaganem |  | 160           | Albert Dolhats    | Vincent Vitetta              |
| 7e étape  | 11 mars | Mostaganem - Ténès          |  | 237           | Raymond Guégan    | Vincent Vitetta              |
| 8e étape  | 12 mars | Ténès - Alger               |  | 200           | Germain Derycke   | Vincent Vitetta              |
| 9e étape  | 13 mars | Alger - Tizi Ouzou          |  | 203           | Charles Coste     | Vincent Vitetta              |
| 10e étape | 14 mars | Tizi Ouzou - Bougie         |  | 165           | André Darrigade   | Vincent Vitetta              |
| 11e étape | 15 mars | Bougie - Alger              |  | 258           | Attilio Redolfi   | Vincent Vitetta              |

## Résultats

### Classement final
| Classement général final | Classement général final | Classement général final | Classement général final | Classement général final |
|                          | Coureur                  | Pays                     | Équipe                   | Temps                    |
| ------------------------ | ------------------------ | ------------------------ | ------------------------ | ------------------------ |
| 1er                      | Vincent Vitetta          | France                   | Alcyon-Dunlop            | en 60 h 49 min 42 s      |
| 2e                       | Jean Dotto               | France                   | France-Sport-Dunlop      | + 31 s                   |
| 3e                       | Georges Meunier          | France                   | La Perle-Hutchinson      | + 43 s                   |
| 4e                       | Jean Baldassari          | France                   | Mercier-Hutchinson       | + 5 min 33 s             |
| 5e                       | André Darrigade          | France                   | La Perle-Hutchinson      | + 6 min 24 s             |
| 6e                       | Germain Derijcke         | Belgique                 | Alcyon-Dunlop            | + 6 min 29 s             |
| 7e                       | Marcel Zelasco           | France                   | La Perle-Hutchinson      | + 9 min 15 s             |
| 8e                       | Ahmed Kebaïli            | France                   | Terrot-Hutchinson        | + 10 min 42 s            |
| 9e                       | Émile Baffert            | France                   | Mercier-Hutchinson       | + 11 min 55 s            |
| 10e                      | André Brulé              | France                   | Vampire-Sterling         | + 12 min 17 s            |
| 11e                      | Georges Decaux           | France                   | Gitane                   | + 14 min 20 s            |
| 12e                      | Marcel Huber             | Suisse                   | La Perle-Hutchinson      | + 23 min 37 s            |
| 13e                      | Jean Guéguen             | France                   | Mercier-Hutchinson       | + 24 min 52 s            |
| 14e                      | Primo Volpi              | Italie                   | Vampire-Sterling         | + 30 min 34 s            |
| 15e                      | Roger Pontet             | France                   | Alcyon-Dunlop            | + 39 min 44 s            |
| 16e                      | Albert Dolhats           | France                   | La Perle-Hutchinson      | + 39 min 48 s            |
| 17e                      | Maurice Quentin          | France                   | Alcyon-Dunlop            | + 42 min 55 s            |
| 18e                      | Jean-Marie Cieleska      | France                   | Gitane                   | + 51 min 1 s             |
| 19e                      | Max Charroin             | France                   | Terrot-Hutchinson        | + 51 min 6 s             |
| 20e                      | Eugène Telotte           | France                   | Mercier-Hutchinson       | + 57 min 49 s            |
| 21e                      | Jean Malléjac            | France                   | Stella                   | + 59 min 51 s            |
| 22e                      | Alain Moineau            | France                   | Mercier-Hutchinson       | + 1 h 1 min 1 s          |
| 23e                      | Amar Lakhdar             | France                   | Terrot-Hutchinson        | + 1 h 7 min 9 s          |
| 24e                      | Norbert Massip           | France                   | Gitane                   | + 1 h 8 min 39 s         |
| 25e                      | Dino Ottusi              | Italie                   | Vampire-Sterling         | + 1 h 10 min 24 s        |
| modifier                 |                          |                          |                          |                          |